# Alfonso Ratliff
Alfonso Ratliff (* 18. Februar 1956 in Chicago, Illinois) ist ein ehemaliger US-amerikanischer Boxer und sowohl WBC-, als auch „Ring Magazine“- sowie Linearer Weltmeister im Cruisergewicht.

## Amateur
Als Amateur errang Ratliff mehrere Medaillen, darunter die der Chicago Golden Gloves und der Intercity Golden Gloves, die er sich beide im Jahr 1980 erkämpfte.

## Profikarriere
Ratliff konnte seine ersten 13 Kämpfe alle gewinnen, die meisten davon durch K. o. In seinem 14. Fight trat er gegen den ungeschlagenen, späteren WBA- und WBC-Weltmeister im Schwergewicht Tim Witherspoon in einem auf 12 Runden angesetzten Nicht-Titelkampf an und verlor durch technischen K. o. in Runde 7. Gegen Pinklon Thomas verlor er durch T.K.o in Runde 10 und nahm somit seine zweite Niederlage gegen einen ungeschlagenen Weltklasseschwergewichtler hin, der ein Jahr später WBC-Weltmeister wurde.
Im Juni 1985 traf er in einem WBC-Weltmeisterschaftskampf auf Carlos De León und gewann durch geteilte Punktentscheidung. Allerdings verlor er den Gürtel schon in seiner ersten Titelverteidigung, die nur drei Monate später stattfand, an Bernard Benton. Gegen Mike Tyson ging er im darauffolgenden Jahr in der zweiten Runde schwer k.o.
Am 12. April 1987 besiegte er Craig Bodzianowski (17-0-0), in diesem Gefecht ging es um den USA Illinois StateTitle im Cruisergewicht. 1988 verlor er gegen den ungeschlagenen Gary Mason und holte sich mit einem Sieg über Rickey Parkey (27-7-0) den vakanten USBA-Titel im Cruisergewicht.
1989 absolvierte Ratliff gegen Lee Roy Murphy (26-0-0) seinen letzten Kampf und verlor durch K. o.